# Мачковец при Двору
Мачковец при Двору (на словенски: Mačkovec pri Dvoru) е село в Словения, регион Югоизточна Словения, община Жужемберк. Според Националната статистическа служба на Република Словения през 2015 г. селото има 109 жители.